# Бригантина (доспех)
Бриганти́на, бриганди́на (от нем. Brigantine, другие названия: англ. brigandine, coat-of-plates, jack-of-plates, итал. corazzina) — доспех из пластин, наклёпанных под суконную или стёганую льняную основу. Основа рыцарских бригантин нередко покрывалась бархатом или другими дорогими и красивыми тканями, иногда с гербами, а заклёпкам придавалась декоративная форма.
Бригантина, изначально возникнув в XIII—XIV веках как элемент военного снаряжения, доступный только для феодалов, к началу XV века получила широкое распространение, став типичным доспехом пехотинца.
Аналогичные по конструкции восточные доспехи обычно упоминают под собирательным названием «куяки».

## Эволюция бригантины

### Ранняя бригантина
Ранняя бригантина на самом деле называлась не Brigandine, а Coat-of-Plates (одежда из пластин), но в русскоязычной литературе, тем не менее, она называется бригантиной. По предположению историка-востоковеда М. В. Горелика, данный вид доспеха был заимствован европейцами у монголов, у которых этот вид защиты был известен под названием хатангу-дегель), что не противоречит известным данным — наиболее раннее изображение бригандины датируется третьей четвертью XIII века, тогда как вторжение монголов в Центральную Европу имело место в 1236—1242 годах. Эти ранние бригандины выглядели как усиленные путём наклёпывания металлических пластин на сюрко, часто со значительными зазорами между пластинами.
Дело в том, что падение Рима привело к такому упадку кузнечного ремесла, что в Тёмные века основным и практически единственным доспехом рыцарей была кольчуга, поверх которой очень немногие носили чешую. Когда крестоносцы попали сперва в Византию, а затем и на Восток, то встретили уже давно позабытый в Западной Европе ламеллярный доспех, который был тут же перенят ими как дополнительное усиление, надеваемое поверх кольчуги. К сожалению, основным недостатком ламмелярного доспеха была огромная трудоёмкость производства, и, если благодаря традиции европейские кузнецы-оружейники, и если они делали ничуть не менее трудоёмкую кольчугу, то плести ламелляр решались немногие, отчего он оставался для рыцарей заморской диковинкой, привозимой из крестовых походов и иногда итальянскими купцами. Именно неудовлетворённые потребность и желание иметь пластинчатую защиту привели к появлению в XIII веке бригантины.
Тевтонские рыцари времён Ледового побоища, если не считать закрытых шлемов, были защищены хуже Александра Невского, его личной дружины и новгородских бояр, так как были одеты в кольчугу с бригантиной в виде жилетки, не имея наручей и поножей. В то же время, многие бояре и члены личной дружины помимо чешуй и ламмеляров византийского образца или бригантин монгольского (куяков) имели ещё и наручи и поножи.
Бо́льшая часть французских рыцарей, погибших при Креси от английских длинных луков, была одета лишь в кольчугу и ранний тип бригантины; только избранные имели латную защиту конечностей (носившуюся в то время с бригантиной).
Дальнейшая эволюция бригантины прошла стремительно в течение XIV века и закончилась тем, что она была у рыцарей практически полностью вытеснена латами, став уделом пехоты.
Тем не менее, популярность её сохранялась вплоть до середины следующего столетия. Так, по словам хрониста Роберта Фабиана, предводитель крестьянского восстания Джек Кэд, разбив 18 июня 1450 года при Севеноксе королевское войско во главе с лордом-верховным констеблем Англии Хамфри Стаффордом, облачился в одеяние покойного графа, «надев на себя его бригандину с золотыми гвоздями, а также его шлем-салад и золоченые шпоры».

### Классическая (мелкопластинчатая) бригантина
Желание закрыть щели бригантины и одновременно улучшить гибкость привело к появлению классической бригантины из мелких пластин, в которой пластины располагались с большим нахлёстом. Именно этот тип бригантины просуществовал дольше других и потому считается классическим. В течение большей части XIV века, с момента появления, этот тип бригантины носился рыцарями, и даже при появлении крупнопластинчатой бригантины мелкопластинчатая бригантина не вышла из употребления.
Когда рыцари в конце XIV века перешли с бригантины на латы, мелкопластинчатая бригантина стала доспехом простолюдинов-пехотинцев, использовалась ими в течение всего XV века и продолжала встречаться и в XVI веке. В пехотном варианте мелкопластинчатая бригантина отличалась от рыцарской как меньшим количеством слоёв пластин, так и мешковатостью вместо приталенности, чтобы её можно было надеть на любого пехотинца без подгонки по фигуре, отчего, в сочетании с недорогим шлемом, идеально подходила в качестве массового доспеха для пехотинцев. (Конечно, встречались и пехотинцы выдающегося роста и габаритов, как правило получавшие повышенное жалование, но в таких случаях было не жалко потраченных усилий на подгонку доспеха по фигуре). Кроме того, когда бригантину делали не на рыцаря, а на пехотинца, то её изготовление, как правило, обходилось довольно дёшево, так как при этом резали на пластины вышедший из употребления рыцарский доспех. (Особенно тогда, когда ещё не было моды выставлять в замке в качестве украшения дедовский доспех, отчего подавляющее большинство рыцарских доспехов XIV века и первой половины XV века было порезано на пехотные бригантины и не сохранилось до наших дней.) Когда изнашивалась суконная основа, её просто меняли, а пластины продолжали использовать. Если же убивали пехотинца, то после небольшой починки или замены пробитых пластин безразмерную (в пехотном варианте) бригантину надевали на нового владельца.

### Крупнопластинчатая бригантина (корацина)
Однако мелкие пластины плохо держали удар, и потому, как только мелкопластинчатая бригантина вытеснила раннюю, пластины вновь укрупнили, сделав больше прежних, но при этом лучше облегающими тело. Характерной особенностью такой бригантины, помимо крупных пластин, являлась юбка ламинарной конструкции, не встречавшаяся у мелкопластинчатых бригантин. В поздних вариантах подобная бригантина представляла собой фактически кирасу, но обтянутую тканью. В русскоязычной литературе такую бригантину, чтобы не путать с классической, нередко называют итальянским словом итал. Corazzina — корацина (не путать с Карацена от пол. Karacena). В отличие от мелкопластинчатой бригантины, крупнопластинчатая с появлением лат не стала уделом пехотинцев, а вышла из употребления, так как крупные пластины нуждались в изготовлении точно по фигуре. Лишь иногда грудь пехотной бригантины имела две относительно крупные пластины.

### Бригантина с открытым нагрудником (бригантина с пластроном)
Альтернативным вариантом крупнопластинчатой бригантины было усиление мелкопластинчатой бригантины путём наклёпывания поверх неё пластрона (нагрудной пластины). В поздних вариантах пластрон превратился в нагрудник, как у кирасы.

## Типы бригантинного доспеха

### Кольчужно-бригантинный доспех
Самый ранний доспех с бригантиной состоял из кольчуги и бригантины либо в виде жилетки, либо просто нагрудника. В такой доспех (не в латы) были одеты Тевтонские рыцари на Чудском озере (конечно не все, но элита — практически несомненно). Немецкий конный штурмовой отряд носил такие доспехи в битве при Беневенто.

### Латно-бригантинный доспех
Латные «руки» и «ноги», появившиеся в начале XIV века, вплоть до последней четверти XIV века носились вместе с бригантиной просто потому, что из-за падения Рима в Европе разучились ковать кирасу. Поэтому встречающиеся на некоторых миниатюрах и фресках рыцари в «вёдрах», вышедших из употребления к концу XIV века, с явно латными руками и ногами, на самом деле одеты не в латы, а в бригантину с латной защитой рук и ног.
Латная защита рук и ног появилась в начале XIV века в Испании и Португалии как усовершенствование наручей и поножей, позаимствованных во время Реконкисты у арабов. Вначале были позаимствованы кожаные наручи и поножи как самые простые в изготовлении (в остальной Европе эти кожаные наручи и поножи не обрели популярности). Затем, как только научились ковать металлические, представлявшие собой вначале почти плоские слабовыгнутые пластины, их тут же усовершенствовали, дополнив такими же пластинами, прикрывавшими бёдра и плечи (часть руки между локтем и плечевым суставом), получив тем самым примитивную латную защиту рук и ног. В для защиты плеч тогда использовались появившиеся ранее непрочные наплечные щитки (англ. ailette), похожие на погоны, покрытые геральдикой и изготовленные по той же технологии, что и настоящие деревянные щиты. Вскоре научились ковать настоящие трубчатые наручи и поножи. Защита бёдер и плеч стала совершеннее, а вместо щитков стали использовать настоящие металлические наплечники.

### Шинно-бригантинный доспех
Появился как альтернатива латно-бригантинному доспеху в связи с тем, что латную защиту конечностей мог тогда выковать не каждый кузнец-оружейник. Зато каждый мог наклепать по направлению вдоль кости металлические полосы (шины) на кожаные наручи или поножи, создав тем самым шинную защиту конечностей. Такую защиту дополняли металлическими налокотниками и наколенниками, а также перчатками и сабатонами (бронированной обувью) аналогичной или латной конструкции. В связи с тем, что данный тип защиты был менее жёстким, чем латная защита, кузнецы-оружейники прилагали особые старания к тому, чтобы защита из шин выглядела нарядно, обычно украшая их декоративными заклёпками.
Что любопытно, шинные наручи и поножи были известны в Европе и до XIV века, но в Тёмные века они исчезли на столетия. Только с появлением латной защиты они вернулись как альтернатива. При этом в Византии и на Востоке шинные наручи и поножи никуда не исчезали.

### Полный бригантинный доспех (бригантина с рукавами и штанинами)
Доспех с бригантинной защитой рук и ног в XIV веке в чистом виде не встречался, так как для тех, кто не мог себе позволить полную латную защиту конечностей, была характерна смешанная защита. Например: на бёдрах — бригантинная защита, на голенях — шинные поножи, на руках — латная защита. Отдельные образцы полного бригантинного доспеха встречались уже в эпоху популярности лат — в XV—XVI веках, причём не у пехотинцев, а у некоторых членов высшей знати, таких как император Священной Римской империи Максимилиан I, имевший в своей коллекции доспехов помимо лат ещё и полный бригантинный доспех миланского производства.

## Особенности
Ранняя бригантина — хорошо видны завязки на спине, а также то, что спина не имеет отдельной защиты, и лишь защищена боковыми отростками бригантины, заходящими за спину. Также видно, что бригантина состоит из довольно длинных и узких пластин, расположенных так, что они ограничивают подвижность. Аналогичную конструкцию имеет также и грудь этой ранней бригантины; отличие, главным образом, в том, что пластины полнее закрывают грудь, при этом и горло, и пах защищены лишь кольчугой. Кроме того, уязвимо также и место между ключицей и шеей, в которое трудно попасть копьём на скаку, но в которое может залететь случайная стрела, пущенная из лука навесом. В связи с тем, что довольно длинные вертикальные пластины существенно ограничивали подвижность, нередко передние вертикальные пластины делали короче, располагая их в несколько горизонтальных рядов. Кроме того, иногда встречалось также и использование относительно крупных, изогнутых по краям горизонтальных пластин на животе и частично на нижней части груди.
Крупнопластинчатая бригантина — хорошо видно устройство разъёмного нагрудника, выполненного по фигуре, и наличие отдельной большой пластины, защищающей спину. Отсутствие нескольких нижних задних сегментов ламинарной юбки у этой бригантины связано с желанием обеспечить удобство сидения, как в седле, так и на стуле. Что характерно, многие пластинчатые доспехи ради этого довольно часто не имели пластинчатой защиты седалища, а также задней и внутренней части бёдер, по этой же причине у доспехов для конного боя часто отсутствовал гульфик (появившийся в XV веке). Для сравнения, у пластинчатых турнирных доспехов для пешего боя эти части, как правило, были очень хорошо защищены.
Бригантина конца XIV века — подобные образцы поздней крупнопластинчатой бригантины фактически представляли собой самую настоящую кирасу, которую обтянули бархатом, украсили декоративными заклёпками и снабдили ламинарной юбкой, как у обычной крупнопластинчатой бригантины. Существовали также и образцы подобного доспеха, основанные на бригантине с пластроном, которые отличались от отполированной кирасы с бригантинной юбкой лишь наличием бригантинной спины.
Поздняя бригантина — несмотря на то, что бригантины были вытеснены латами, в XV—XVI веках продолжали создаваться отдельные образцы бригантин, предназначенных не для пехоты из простолюдинов, а для дворян, и потому имевших высокое качество. Как правило, такие бригантины имели конструкцию классической многослойной приталенной мелкопластинчатой бригантины, усовершенствованной наличием крупных и более прочных пластин на груди.
Внутреннее устройство и вид сзади:
- Ранняя бригантина (статуя Святого Маврикия XIII век, вид со спины)
- Реконструкция крупнопластинчатой бригантины (XIV век)
- Реконструкция крупнопланстинчатой бригантины (XIV век)
- Бригантина конца XIV века, фактически — покрытая бархатом и украшенная заклёпками кираса
- Поздняя бригантина из мелких пластин с двумя крупными пластинами на груди (конец XV века — начало XVI века)
- Поздняя бригантина из мелких пластин с двумя крупными пластинами на груди (конец XV века — начало XVI века)
- Поздняя бригантина из мелких пластин с двумя крупными пластинами на груди (конец XV века — начало XVI века)